# Уманський повіт
У́манський повіт — історична адміністративно-територіальна одиниця Київської губернії Російської імперії. Повітовий центр — місто Умань

## Опис
Станом на 1886 рік налічував 164 сільських громади та 213 поселень у 20 волостях. Населення — 200564 особи (98843 чоловічої статі та 101721 — жіночої), 30744 дворових господарства.
|                     | Площа, десятин | У тому числі орної, дес. |
| ------------------- | -------------- | ------------------------ |
| Сільських громад    | 221418         | 169200                   |
| Приватної власності | 151241         | 109669                   |
| Надільної власності | 912            | 900                      |
| Казенної власності  | 10690          | 1109                     |
| Іншої власності     | 6874           | 5391                     |
| Загалом             | 391135         | 286269                   |

В кінці XIX — на початку XX ст. до складу Уманського повіту входило 18 волостей (територія сучасних Монастирищенського, Христинівського, Маньківського і Тальнівського районів Черкаської та Новоархангельського району Кіровоградської областей). Повіт межував із Звенигородським, Таращанським, Липовецьким, Гайсинським та Балтським повітами. 
До складу повіту входили місто Умань, 7 містечок (Антонівка, Дубова, Буки, Іваньки, Покотилове, Тальне, Торговиця), 141 село, 15 селищ (деревень), 456 хуторів і ферм.
За всеросійським переписом 1897 року в повіті проживало 322 688 осіб, з них 106 111 чоловіків та 162 519 жінок.
Наприкінці 1917 року пройшли вибори до Всеросійських установчих зборів. У виборах взяло участь 149 283 особи повіту, що становили 73,4 % усіх виборців. Голоси при голосуванні по місту Умань та повіту розподілились таким чином (у %):
- Селянська партія — 17,4/78,8
- РСДРП (б) — 3,2/4,0
- ПСР (есери) — 0,0/1,3
- Кадети — 4,5/1,1
- РСДРП (м) — 4,1/0,9
- Інші партії — 70,8/15,9

## Адміністративний поділ

### на 1861 рік
33 волості: Багвянська, Буцька, Верхняцька, Воронянська, Гордашівська, Добрянська, Дубівська, Зелено-різька, Іваньська, Кузьминська, Ладижинська, Майданецька, Максимівська, Мушурівська, Оксанинська, Пеньонжківська, Перегонівська, Підвисоцька, Покотилівська, Полонистська, Попівська, Посухівська, Ризинська, Рижівська, Рогська, Романівська, Русанівська, Тальновецька, Тальянська, Хижнянська, Шельпахівська, Шукайводська, Ягубецька.

### на 1885 рік
- м. Умань з передмістями Звенигородське Передмістя, Лиса Гора, Солдатська Слобідка, Софіївська Слобідка, Туроки, Царицин Сад.
- Бабанська волость
- Войтівська волость
- Іваньківська волость
- Кузьминська волость
- Ладижинська волость
- Ліщинівська волость (з кін. XIX ст. - Верхняцька)
- Маньківська волость
- Мошурівська волость
- Оксанинська волость
- Орадівська волость (з кін. XIX ст. - Христинівська)
- Підвисоцька волость
- Помийницька волость (з кін. XIX ст. - Краснопільська)
- Посухівська волость
- Русалівська волость (також Багвянська)
- Тальнівська волость
- Тальянська волость
- Торговицька волость
- Уманська волость
- Хижнянська волость
- Шаулиська волость

## Перепис населення
1808 рік. Перепис євреїв Уманського повіту орендарів закладів з продажу акцизних напоїв.

## Персоналії
- Базильський Гаврило Макарович — генерал-хорунжий Армії УНР.
- Загродський Олександр Олександрович — генерал-хорунжий Армії УНР.[3]